# Raparna obenbergeri
Raparna obenbergeri là một loài bướm đêm trong họ Noctuidae.